# Rudolf Schulte (Admiral)
Rudolf Schulte (* 11. April 1885 in Siegen; † 23. November 1969 in Freiburg im Breisgau) war ein deutscher Konteradmiral der Kriegsmarine im Zweiten Weltkrieg.

## Leben
Rudolf Schulte trat am 1. April 1903 als Seekadett in die Kaiserliche Marine ein und absolvierte zunächst seine Grund- und Schiffsausbildung. Anschließend besuchte er die Marineschule, kam am 1. Oktober 1905 auf das Linienschiff Kurfürst Friedrich Wilhelm und avancierte Ende September 1906 zum Leutnant zur See. Für drei Jahre versah Schulte ab dem 1. Oktober 1906 als Kompanieoffizier bei der II. Torpedodivision Dienst, war während dieser Zeit zugleich als Wachoffizier auf verschiedenen Torpedobooten tätig und stieg Ende Januar 1909 zum Oberleutnant zur See auf. Schulte diente für ein knappes Jahr als Inspektionsoffizier an der Marineschule, wurde am 15. September 1910 als Wachoffizier auf den Aviso Pfeil versetzt und Mitte September 1912 mit dem Kronen-Orden IV. Klasse ausgezeichnet. Vom 1. Oktober 1912 bis zum 31. Juli 1914 war er als Kompanieoffizier bei der I. Torpedodivision und zugleich in der Folge Kommandant der Torpedoboote S 143 und S 138.
Mit Ausbruch des Ersten Weltkriegs erhielt Schulte das Kommando über das Torpedoboot S 143 und wurde am 16. Dezember 1914 zum Kapitänleutnant befördert. In gleicher Eigenschaft war er ab dem 4. März 1915 auf dem Torpedoboot G 101 und nahm im Jahr darauf an der Skagerrakschlacht teil. Zuletzt diente Schulte auf dem Torpedobootzerstörer B 111. Für sein Wirken während des Krieges erhielt er beide Klassen des Eisernen Kreuzes und des Friedrich-August-Kreuzes, das Hamburger Hanseatenkreuz sowie das Marineverwundetenabzeichen in Schwarz.
Nach dem Krieg war er Chef der 3. Torpedobootshalbflottille und zugleich mit der Abwicklung der II. Torpedobootsflottille beauftragt. Am 9. November 1919 wurde Schulte in die Vorläufige Reichsmarine übernommen, dem Kommando der Marinestation der Ostsee als Sportoffizier zugeteilt und zeitweise zugleich zur Kommandantur Kiel kommandiert. Am 1. Oktober 1921 folgte seine Beförderung zum Korvettenkapitän und als solcher war er von Mitte Mai 1924 bis Mitte März 1925 Erster Offizier auf dem Schulkreuzer Berlin. Daran schloss sich eine Verwendung als Fürsorgeoffizier beim Kommando der Marinestation der Ostsee an. Ab Ende September 1926 war Schulte für drei Jahre als Leiter des Lehrgangs für Leibesübungen an der Marineschule Mürwik und avancierte am 1. Oktober 1928 zum Fregattenkapitän. Vom 16. September bis zum 31. Dezember 1929 stand er zur Verfügung des Chefs der Marinestation der Ostsee und wurde dann unter Verleihung des Charakters als Kapitän zur See aus der Marine verabschiedet.
Zum 1. Januar 1931 wurde Schulte als Angestellter wieder übernommen und war beim Wehrkreiskommando VI in Münster als Marinereferent tätig. In dieser Stellung erfolgte am 1. Oktober 1933 seine Reaktivierung als L-Offizier und am 5. März 1935 die Umernennung zum E-Offizier. Am 1. Oktober 1936 wurde er zum Kapitän zur See (E) befördert und war vom 6. Oktober 1936 bis zum 2. Januar 1939 Marinereferent der Wehrersatzinspektion Münster sowie zugleich Verbindungsoffizier zum Wehrkreiskommando VI. Anschließend diente Schulte über den Beginn des Zweiten Weltkriegs hinaus als Kommandeur des Wehrbezirkskommandos Essen I. In gleicher Eigenschaft wurde er am 1. März 1940 zum Wehrbezirkskommando Wesermünde versetzt und am 20. April 1941 zu den Truppenoffizieren überführt. Mit Rangdienstalter vom 1. Oktober 1936 erhielt er an diesem Tag das Patent zu seinem Dienstgrad. Vom 12. Juni 1941 bis zum 30. September 1942 erfolgte seine Verwendung als Kommandeur des Wehrbezirkskommandos Hamburg IV. Anschließend war Schulte Inspekteur der Wehrersatzinspektion Schleswig-Holstein und rückte am 1. Dezember 1942 zum Konteradmiral auf. Vom 2. Januar bis zu seiner Verabschiedung aus dem aktiven Militärdienst am 28. Februar 1945 stand er zur Verfügung des Oberbefehlshabers des Marineoberkommandos der Nordsee.